# Ipubi (kommun)
Ipubi är en kommun i Brasilien.   Den ligger i delstaten Pernambuco, i den östra delen av landet, 1 300 km nordost om huvudstaden Brasília. Antalet invånare är 28 120.
Följande samhällen finns i Ipubi:
- Ipubi

Omgivningarna runt Ipubi är huvudsakligen savann. Runt Ipubi är det glesbefolkat, med 17 invånare per kvadratkilometer.